# Sei Lembu Makmur
Sei Lembu Makmur is een bestuurslaag in het regentschap Kampar van de provincie Riau, Indonesië. Sei Lembu Makmur telt 1311 inwoners (volkstelling 2010).